# Fabiana Taul
Fabiana Ayelen Taul (Buenos Aires, 30 de abril de 1989) es una escritora y médica argentina, especialista en ginecología y obstetricia, militante transfeminista y divulgadora sobre salud sexual y reproductiva.

## Biografía
Nació en Buenos Aires, pero su infancia transcurrió en Lanús.
Terminó la carrera de medicina con diploma de honor en 2014 en la UBA, y realizó su residencia en tocoginecología en el Hospital Rivadavia de la ciudad autónoma de Buenos Aires. 
Taul es activista feminista y LGBTQ+. En redes sociales es conocida como “La Fabi” por sus videos de divulgación sobre temas de salud sexual y reproductiva, que tienen especial llegada entre adolescentes. Al 21 de enero de 2023, cuenta con 2,8 millones de seguidores en la red social Tik Tok.

## Como escritora
En el año 2022 publicó su libro "La soberanía de nuestros cuerpos", en el que habla sobre educación sexual para todas las edades.
Participó en la XLVI Feria Internacional del Libro de Buenos Aires (Edición 2022).

## Publicaciones
- — (2022). La Soberanía de nuestros cuerpos. Editorial Penguin. ISBN 978-950-561-211-6.[5]